# HMAS Tobruk (L 50)
HMAS Tobruk (L 50) byla tanková výsadková loď australského námořnictva, postavená jako vylepšení britské třídy Round Table. Ve službě byla v letech 1981–2015. Jejím domovským přístavem bylo Sydney. Plavidlo nahradily dvě vrtulníkové výsadkové lodě třídy Canberra. Bylo rozhodnuto odstrojené plavidlo potopit mezi městy Bundaberg a Hervey Bay v Queenslandu, čímž vznikne nová atrakce pro potápěče.

## Stavba

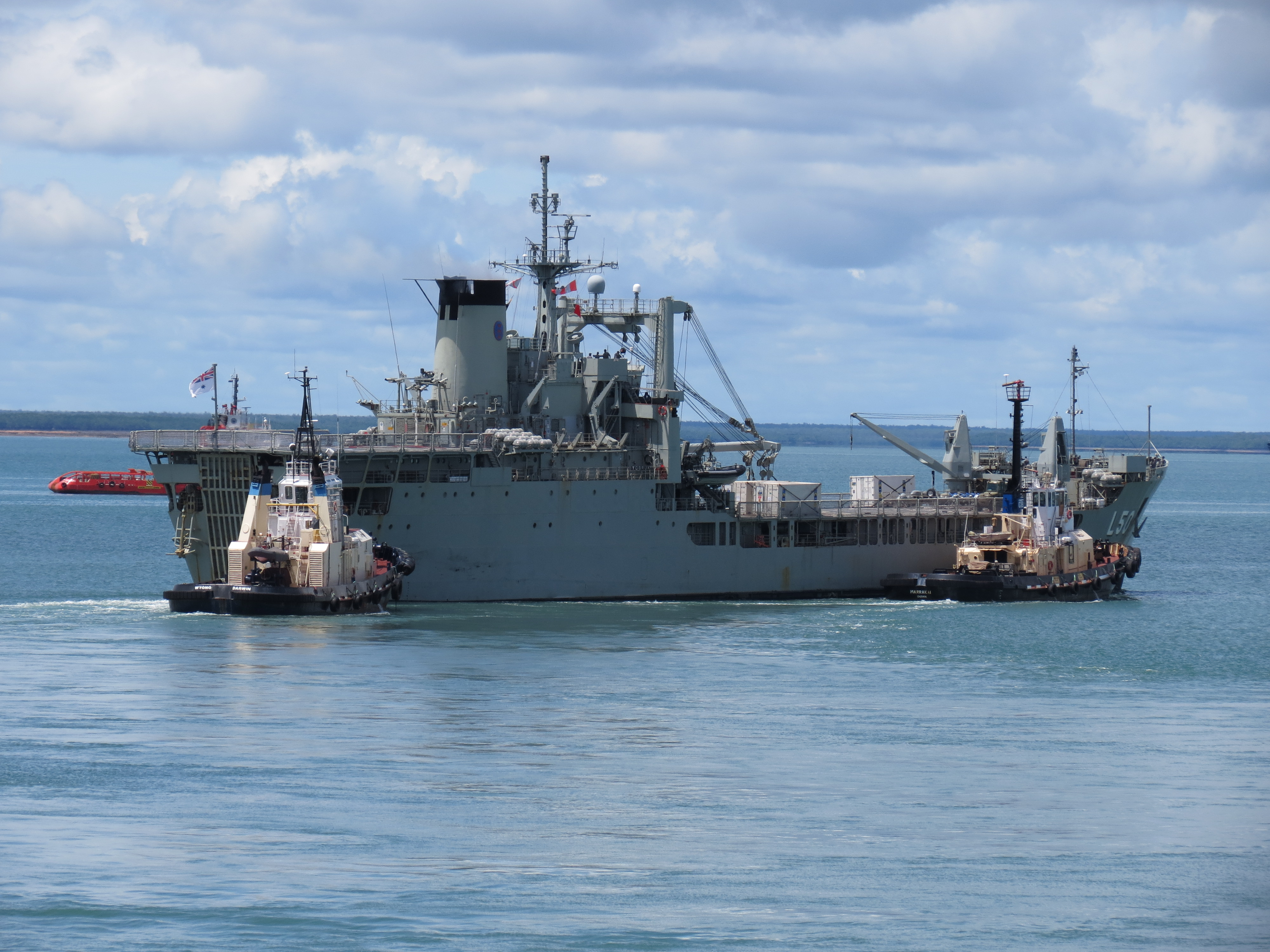
Tobruk

Stavba lodi byla objednána v roce 1977, přičemž do služby vstoupila 23. dubna 1981.

## Konstrukce

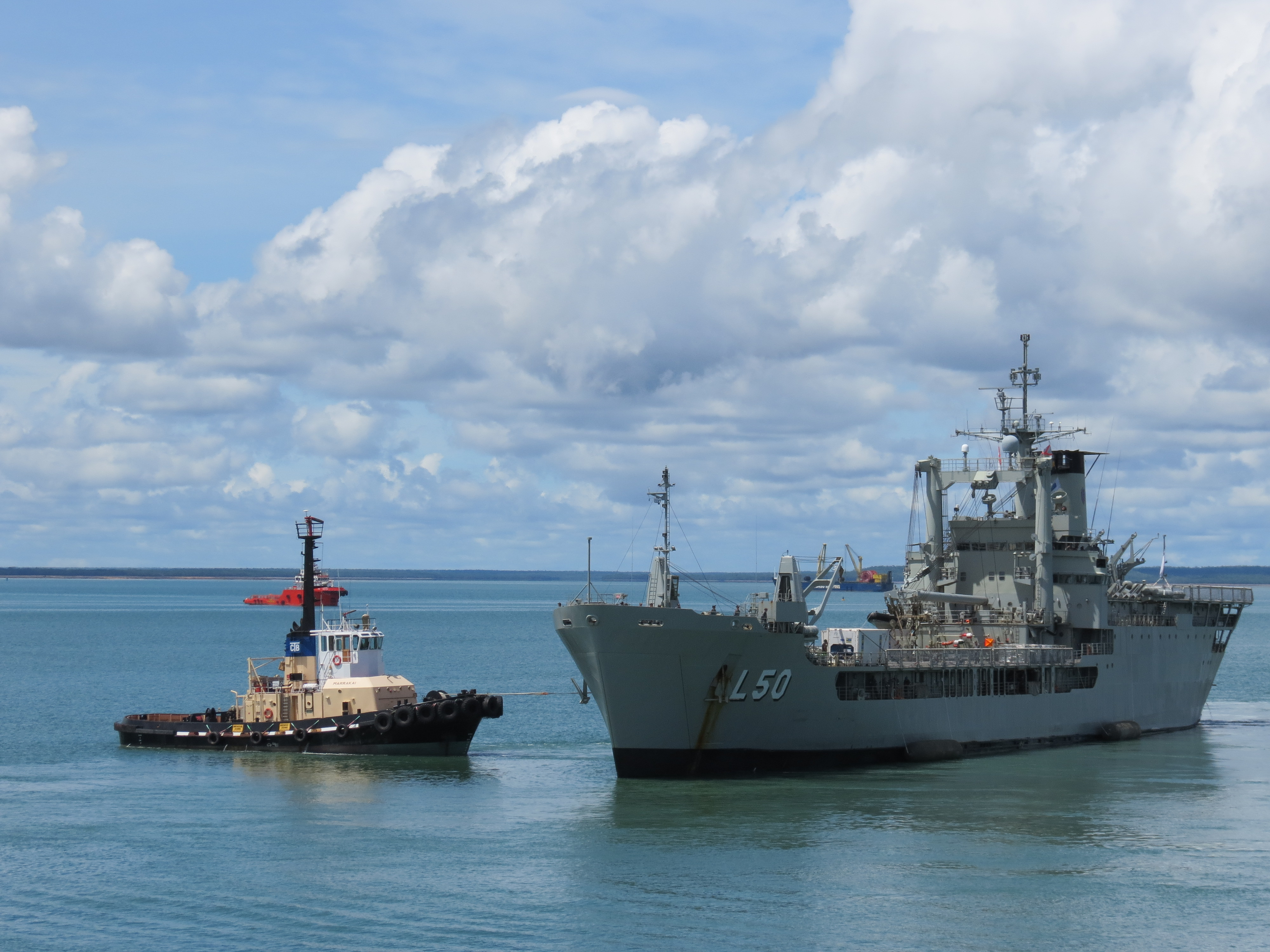
Tobruk

Tobruk mohl přepravovat 300 vojáků (krátkodobě 520) a 18 tanků Leopard 1 či 40 obrněných transportérů. Výsadek mohl být proveden z přídě lodě přímo na pláž, pomocí vyloďovacích člunů či vrtulníků. Tobruk nesl na palubě dva vyloďovací čluny LCVP (Landing Craft Vehicular Personnel) a dva LCM 8 (Landing Craft Mechanical-8). Z přistávacích palub na zádi a ve středu lodi mohly operovat dva těžké transportní vrtulníky.
Původní obrannou výzbroj lodě tvořily dva 40mm kanóny. Později dostala celkem osm 12,7mm kulometů. Pohonný systém tvořily dva diesely. Nejvyšší rychlost lodi byla 16 uzlů.